# François Baron-Renouard
Pour les articles homonymes, voir Baron et Renouard.
François Baron-Renouard, né le 19 avril 1918 à Vitré et mort le 1er août 2009 à Courbevoie, est un artiste peintre d'après guerre français de l'École de Paris.
Dans les années 1960, 1970 et 1980 il a été une grande figure du paysagisme abstrait, tendance issue du courant de l’abstraction lyrique de l'École de Paris.

## Biographie
Né à Vitré en Ille-et-Vilaine en 1918, François Baron-Renouard est le petit-fils de Charles Paul Renouard. Il obtient son diplôme à l’École nationale supérieure des arts décoratifs de Paris en 1948. Il participe à plus de 300 expositions depuis 1949 dont certaines à l'étranger.
En 1948, l'artiste reçoit le Prix de la ville de Venise, et il exerce comme professeur à l'École supérieur d'orientation de Paris puis à l'Académie Ranson et Monceau de 1949 à 1953 avec Roger Chastel. En 1951, il sera pensionnaire boursier à la Casa de Velázquez (Madrid) pendant 1 an. Dès 1952, il participe régulièrement à la kermesse aux étoiles avec André Hambourg et il est invité comme pensionnaire à la Fondation du château de Lourmarin (été 1958 et 1959) et il y fait la rencontre d'Albert Camus.
Dès 1951, il participe au Salon de la Jeune peinture, puis Salon des Réalités Nouvelles, Grands et jeunes d’aujourd’hui, Salon de Mai. En 1961, il est invité à la galerie Charpentier à Paris (École de Paris) et, en 1967, à une exposition internationale au Pavillon français à Montréal.
Au Salon d'automne, aux côtés de Édouard Georges Mac-Avoy, il a été président de la section peinture pendant de nombreuses années. Grâce à son amitié avec Seiji Tōgō, il permet l'organisation du Salon d'automne à Tokyo.
À partir de 1978, il expose régulièrement ses tapisseries avec ARELIS à San Francisco, Berlin, Chicago, Bruxelles, Washington et en France notamment au Grand Palais, au musée du Luxembourg et à la Maison de l'UNESCO.
Lors de ses missions au nom du Comité français des arts plastiques auprès de l'UNESCO, Baron-Renouard rencontre de nombreux confrères du monde entier avec lesquels il a travaillé pour la défense matérielle et morale des artistes, ce qui lui permet d’organiser de nombreux échanges et de construire de chaleureuses et durables amitiés.

### Conférences, TV, Films
- École de Paris, Art Contemporain (Phnom-Penh, décembre 1966)
- Espace dans la peinture moderne - La Peinture et la Musique - Unesco, Architecture, Industrie, Arts Plastiques (1986)
- Les Arts de la Rue (Dunkerque, 1988)
- Symposium L'Art de la Cité (Prague, 1987)
- Défense des Arts Plastiques', Palais de l'Europe, Strasbourg, janvier 1991
- Participation à divers jurys dont le Festival International du Film d'Art (de 1989 à 1991)
- Film de l'exposition au musée de Cagnes-sur-Mer
- Film pour la Bibliothèque nationale, Imago, 1996
- Film sur l'artiste de Jean Desvilles, 1999

### Collections publiques
- Musée national d'art moderne
- Fonds national d'art contemporain
- Musée national de la Ville de Paris
- Musée du Petit Palais de Paris
- Musée d'Île-de-France
- Musée de Rennes
- Musée national d'art moderne de Tokyo (Japon)
- Musée national de l'art occidental de Tokyo (Japon)
- Château Musée de Cagnes-sur-mer

### Liste des vitraux réalisées en France
- Vitraux du théâtre municipal de Caen ;
- Vitraux pour la chapelle de Velaine-en-Haye ;
- Entrée monumentale, béton et dalles de verre, Hôpital de Nancy ;
- 1965, Vitraux pour l'église Sainte-Marie de Saint-Fargeau-Ponthierry ;
- Vitrail pour la chapelle d'une clinique, Nancy ;
- Vitraux, centre d'études secondaires à Rennes ;
- Vitraux d'intérieur et réalisations de vitraux pour les expositions d'Art sacré : Paris, Lorient, Montrouge, Grenoble, Corbeil-Essonne ;
- Réalisations pour Le Mur vivant : vitraux et architecture en aluminium, Maison de la Radio, Paris ;
- Vitraux, Grand-Palais, cité internationale des arts, Palais de Chaillot ;
- Claustras, béton et dalles de verre, le Pilier vert, Le Mans ;
- "Art et Matière", vitrail, Théâtre de Caen ;
- 1983-1983, 2 vitraux, basilique Saint-Julien de Brioude, (XIe – XIIe siècle) ;
- 1986, Vitraux de l'église Saint-Martin de Bellenaves (XIIe siècle) ;
- 1990, Vitraux de l'église d'Hocquincourt.

### Liste des mosaïques réalisées en France
- 1976 : mosaïques, ENP, Rennes ;
- 1977-1978 : mosaïques, CS, Rennes ;
- 1980 : mosaïques, École de Gendarmerie de Chaumont ;
- 1981 : mosaïques, Aire-sur-la-Lys ;
- 1968 : mosaïques, 60 m2, CS U, Le Mans ;
- 1971 : mosaïques, 40 m2, CS U, Le Mans ;
- 1972 : mosaïques CES, Rennes ;
- 1972 : mosaïques CES, Bain-de-Bretagne ;
- 1973 : mosaïques Mantes ;
- 1973 : mosaïques, Gagny ;
- 1974 : mosaïques, Brest ;
- 1974 : mosaïque, collège Camille Vallaux, Le Relecq-Kerhuon ;
- 1975 : mosaïques, CES, Collège des Bréguières, Ville de Cagnes-sur-Mer ;
- 1975 : mosaïques 120 m2, Paris ;
- 1975 : mosaïques, Guilers ;
- 1976 : mosaïques ENP, Rennes ;
- 1977-1978 : mosaïques, CS, Rennes ;
- 1978 : mosaïques, EDF, Paris ;
- 1980 : mosaïques gendarmerie, Chaumont ;
- 1981 : mosaïques, Aire-sur-Ia-Lys.

### Tapisseries
- 1979 : tapisseries, La Binquenais à Rennes ;
- 1980-1981 : tapisserie, CES, Landerneau ;
- 1986 : tapisserie, collection départementale des Yvelines.
- Fils d'Ariane 135x180
- Chemins d'orient 180x180
- Ressac 168x138
- Jonque 190x150
- Kyushu 190x335
- Métamorphose 195x230
- Fils d'Ariane II 50x50
- Accords II 190x290
- Chant 190x135
- Soleil d'Armor 200x116
- Chansons de l'Ile 190x230
- Matin bleu 190x230
- Nouveaux rivages 190x450

### Expositions particulières et rétrospectives
- Galerie Saint Louis, Paris (France)
- Galerie Lebar, Paris (France)
- Galerie de Berri, Paris (France)
- Galerie Lhote, La Rochelle (France)
- Galerie Landwerlin, Strasbourg (France)
- Valley House Gallery, Dallas, Los Angeles, San Francisco (États-Unis)
- Galerie de Poche, Paris (France)
- Musée de l’Athénée, Genève, Tuisa, Oklahoma
- Galerie Nihonbashi, Tokyo (Japon)
- Takashimaya, Tokyo (Japon)
- Alwin Gallery, Londres (Grande-Bretagne)
- Château Musée, Cagnes-sur-Mer (France)
- École Polytechnique, Paris (France), 1976
- Grand Palais, Paris (France), novembre 1978
- Salles Chipka, Sofia (Bulgarie), mars 1980
- HEC, Jouy en Jossas (France), 1980
- Musée Seiji Tōgō, Tokyo (Japon) 1981 – Rétrospective
- Galerie Osaka, Formes, Tokyo (Japon), sept et octobre 1981
- Crédit mutuel de Bretagne, Brest (France), 1986
- Centre d’art contemporain, Rouen (France), 1986
- Palais de l’UNESCO (Tapisseries), Paris (France), 1986
- Galerie Demay-Debève, Le Touquet (France, 1998
- Galerie Inard (Tapisseries et aquarelles), Paris (France), 1993
- Galerie nationale, Sofia (Bulgarie), 2000
- « ESPACE », Palais Bénédictine, Fécamp (France), 2000 - Rétrospective

### Récompenses
- 1948 : Prix de la Ville de Venise
- 1948 : Prix en marge du Prix national
- 1950 : Bourse de voyage du Prix national
- 1957 : Prix de la Biennale de Menton[2]
- 1972 : Oscar international de la peinture, Cagnes-sur-Mer[2]
- 1972 : Prix du Président de la République
- 1979 : Médaille d'or, ville de Courbevoie
- 1979 : Médaille d’argent de la Société d’encouragement à l’art et à l’industrie
- 1985 : Grande médaille de vermeil de la ville de Paris
- 2000 : Croix de vermeil du Mérite et du Dévouement français
- 2006 : Prix Renée Béja de la Fondation Taylor

## Sources
- La peinture française, Gabriele Mandel, La Mandragora, 1955
- Devenir et tradition de la peinture française, George Waldemar, Prisme des arts, 1959
- Baron-Renouard, Alexander Watt, Ed. The Studio, aout 1959
- École de Paris 1945-1965, Ides et Calendes Ed., Lydia Harambourg, 1993, 2010
- Un promeneur doté d’un œil de lynx, Jean Rollin, L’humanité, 1993
- Fauvisme, la couleur en héritage, Noël Coret, France Loisir Ed., 2005